# Heinrich Kutter
Heinrich Kutter (* 22. September 1896 in Vinelz; † 23. Juli 1990 in Egg) war ein Schweizer Myrmekologe und Apotheker.

## Leben
Kutter war der Sohn von Hermann und Lydia Kutter, geborene Rohner. Sein Vater, der Pfarrer am Neumünster in Zürich war, gehörte zum Freundeskreis des Kunsthistorikers Carl Brun. Durch Bruns Sohn Rudolf wurde Heinrich Kutters Interesse für die Ameisenforschung geweckt. 1912 schrieb Kutter seine erste wissenschaftliche Abhandlung über die Koloniegründung der Roten Waldameise, die 1913 veröffentlicht wurde und ihm den Kontakt mit Auguste Forel ebnete. Im Sommer 1914 begleitete Kutter den durch einen Gehirnschlag rechtsseitig gelähmten Forel auf seinen Sammelexkursionen in Norditalien und wurde einer seiner bedeutendsten Schüler.
Heinrich Kutter absolvierte ein Pharmazie-Studium an der ETH Zürich, wo er seine spätere Ehefrau Luise Trüb kennen lernte. 1934 wurde er unter der Leitung von Otto Schneider-Orelli mit einer Doktorarbeit über Schädlinge der Erbsenkulturen im St. Galler Rheintal promoviert. Ab 1928 arbeiteten Kutter und seine Frau als Apotheker-Ehepaar in Flawil. 1959 zogen sie nach Männedorf und 1971 nach Egg. 1979 verstarb seine Frau.
Kutter publizierte über 100 Arbeiten, darunter mehrere Bücher, wie das 1920 erschienene Werk Gehe hin zur Ameise. 1948 veröffentlichte er zum 100. Geburtstag von Auguste Forel das Buch Die Welt der Ameisen, eine deutschsprachige Übersetzung ausgewählter Kapitel des fünfbändigen Forel-Werkes. 1950 erschien Kutters wichtigste Erstbeschreibung über die Ameisenart Teleutomyrmex schneideri (heute ein Synonym für Tetramorium inquilinum), die auf dem Rücken der Königinnen der Gemeinen Rasenameise (Tetramorium caespitum) parasitiert. Der Biologe Edward O. Wilson bezeichnete diese Form des Parasitismus später als Sozialparasitismus. Ferner beschrieb Kutter die Arten Leptothorax nadigi (1925), Forelophilus overbecki (1931), Lepisiota emmelii (1932), Tetramorium brevidentatum (1932), Doronomyrmex pacis (1945), Leptanilla escheri (1948), Epimyrma stumperi (1950), Formica naefi (1957), Myrmica bibikoffi (1963), Doronomyrmex goesswaldi (1967), Formica bruni (1967), Formica goesswaldi (1967), Leptothorax buschingeri (1967), Leptothorax arcanus (1973), Myrmica winterae (1973), Calyptomyrmex friederikae (1976), Simopone annettae (1976), Hylomyrma reginae (1977) und Simopone matthiasi (1977).

## Ehrungen und Dedikationsnamen
1962 erhielt Kutter einen Ehrendoktortitel von der Universität Lausanne und 1963 von der Universität Bern. 1972 wurde er Ehrenmitglied der Naturforschenden Gesellschaft in Zürich (NGZH). Nach Kutter sind die Arten Camponotus kutteri Forel, 1915, Camponotus kutterianus Baroni Urbani, 1972, Chalepoxenus kutteri Cagniant, 1973, Crematogaster kutteri Viehmeyer, 1924, Doronomyrmex kutteri (Buschinger, 1966) und Tetramorium kutteri Tinaut, 1990 benannt.